# Xã Pontiac, Quận Cass, Bắc Dakota
Xã Pontiac (tiếng Anh: Pontiac Township) là một xã thuộc quận Cass, tiểu bang Bắc Dakota, Hoa Kỳ. Năm 2010, dân số của xã này là 100 người.